# Токийская полиция крови
«Токийская полиция крови» (яп. 東京残酷警察) — японский научно-фантастический фильм ужасов режиссёра Ёсихиро Нисимура, снятый в 2008 году.

## Сюжет
Токио. Несветлое будущее. Город кишит особой разновидностью маньяков-убийц, представляющих собой частично мутантов, частично киборгов. Им противостоит токийская полицейская корпорация — частная структура, заменившая собой официальные внутренние силы. Особой доблестью среди стражей порядка отличается девушка Рука, отец которой тоже был полицейским и погиб на мирной демонстрации.
Рука — идеальный охотник на инженеров, которых можно уничтожить, только разрушив находящийся в их теле особый биологический ключ. Потеря других частей тела им не очень-то вредит. Однажды Рука находит главного инженера, которому отрубает верхнюю половину головы. Однако маньяк начинает стрелять в девушку частями мозга, которые фиксируют полицейскую. Тогда инженер внедряет в тело Руки ключ, который первоначально никак себя не проявляет.
В одном из клубов для любителей экзотики хранитель ключей находит другого полицейского, которого трансформирует в инженера. Тот нападает на штаб-квартиру токийской полиции, где уничтожает множество сотрудников. Тогда шеф отдаёт приказ уничтожать всех, в ком можно заподозрить инженера. Тем временем Рука находит хранителя ключей, который открывает ей глаза на происходящее.
Оказывается, его отец был полицейском снайпером, уволенным за то, что не смог стрелять в бандита с грудным ребёнком на руках. Чтобы заработать деньги на обучение сына — талантливого генного инженера, снайпер по приказу шефа убил отца Руки, протестовавшего против приватизации полиции. Тогда сын ввёл себе в организм гены самых жестоких преступников и попытался совершить суицид, но вместо смерти в теле молодого человека образовался особый биологический ключ. Тогда он реплицировал эту структуру и начал внедрять в тела различных людей, которые становились безжалостными убийцами.
Хранитель ключей предложил Руке сотрудничество, от которого она отказалась, попутно ликвидировав и учёного.
В это время полицейские начинают кровавую расправу над всеми жителями города, которые вызывают у них подозрения. В Токио растут кучи из частей человеческих тел. Тогда Рука начинает борьбу с бывшими сослуживцами, начиная с патрульных, и кончая шефом. Наконец-то ключ в её теле активизируется, и она становится практически неуязвимой…

## В ролях
| Актёр         | Роль                         |
| ------------- | ---------------------------- |
| Эйхи Сийна    | Рука                         |
| Ицудзи Итао   | хранитель ключей Акино Мияма |
| Юкихидэ Бенни | шеф полиции                  |
| Дзидзи Бу     | Барабараман                  |
| Икуко Савада  | владелец бара                |
| Сюн Сугата    | комиссар полиции             |
| Таку Сакагути | Кодзи Тенака                 |

## Восприятие
На сайте Rotten Tomatoes фильм имеет 80 % рейтинг «свежести» на основе 10 рецензий кинокритиков. 